# Gigantopelta chessoia
Espèce
Gigantopelta chessoia est une espèce d'escargot de mer des évents hydrothermaux, un mollusque gastéropode marin de la famille des Peltospiridae.

## Systématique
La première mention de cette espèce, sous le nom de Peltospiroidea n. sp. ou de "gastéropode peltospiroïde", a été publiée le 3 janvier 2012. Peltospiroidea est le nom d'une superfamille de gastéropodes utilisée dans la taxonomie des gastéropodes (Ponder & Lindberg, 1997) (en). Elle ne contient qu'une seule famille actuelle, Peltospiridae, et quelques familles disparues. Cependant, la taxonomie des gastéropodes (Bouchet & Rocroi, 2005) n'utilise pas le nom de Peltospiroidea (dans ce système, la famille des Peltopiridae est placée au sein des Neomphaloidea).
Ce mollusque, décrit en 2015 par Chong Chen (d), Katrin Linse (d), Christopher Nicolai Roterman (d), Jonathan T. Copley (d) et Alex David Rogers (d), a été classé comme une nouvelle espèce au sein du nouveau genre Gigantopelta (famille des Peltospiridae).

## Distribution

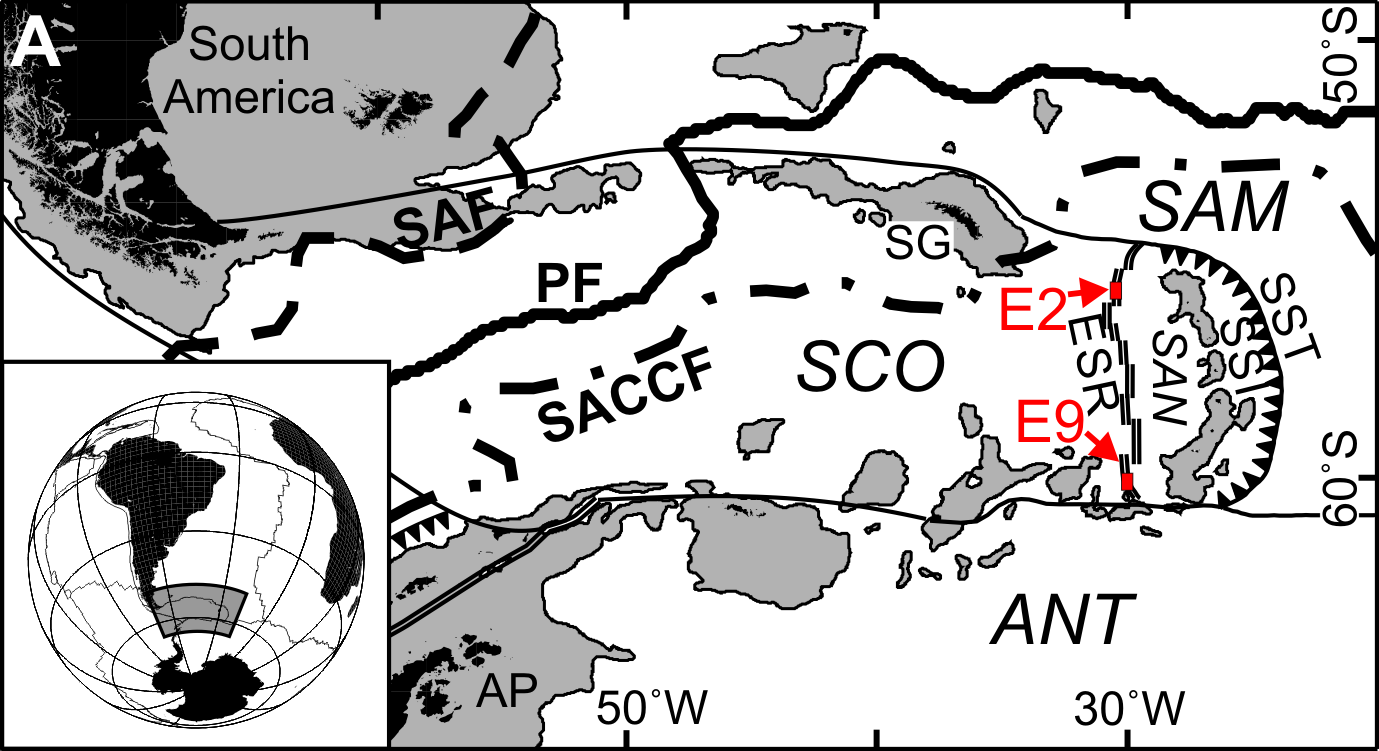
Localisation des sites E2 et E9 dans la mer de Scotia montrant la dorsale Est Scotia (ESR) entre la plaque Scotia (SCO) et la plaque Sandwich sud (SAN).

Cette espèce est connue dans deux sites situés près d'évents hydrothermaux de la dorsale orientale de la mer de Scotia, dans l'Atlantique sud à partir de 2 394 m de profondeur à l'évent E9 et de 2 608 m à l'évent E2.

## Description

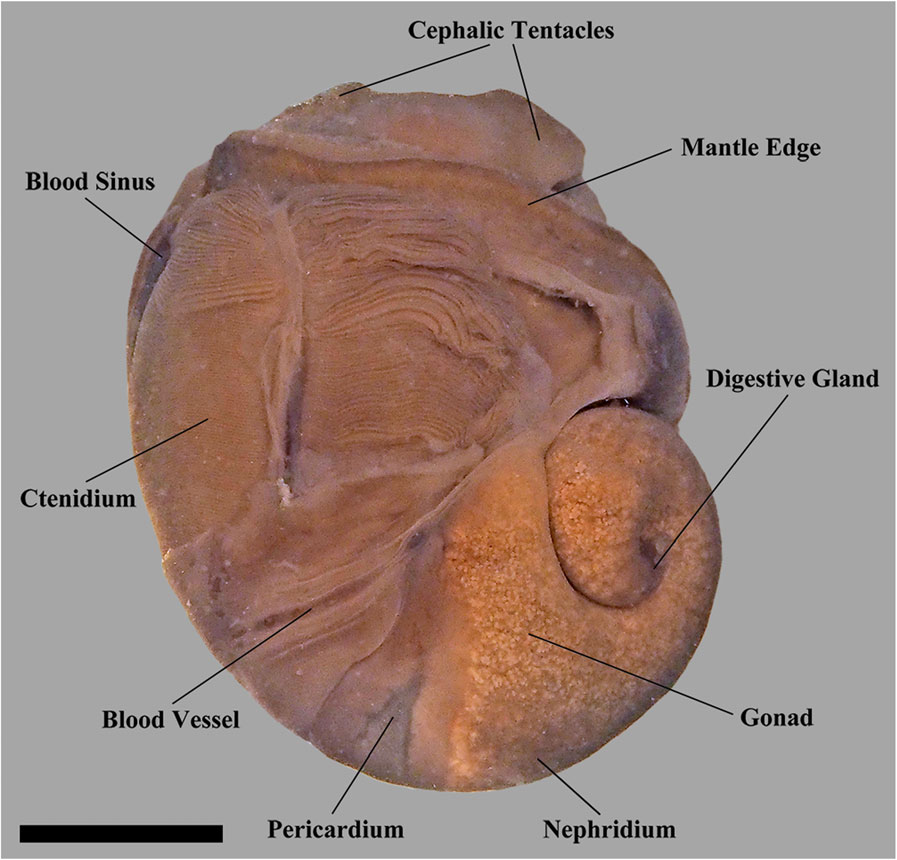
Vue dorsale de Gigantopelta chessoia montrant un aperçu de la cavité du manteau. La coquille et le tissu du manteau ont été enlevés. La barre d'échelle fait 1 cm.

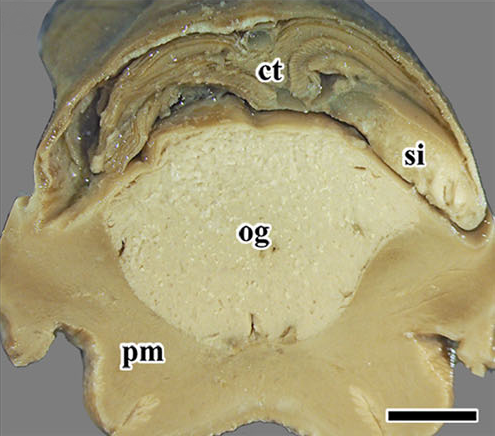
Coupe transversale de Gigantopelta chessoia montrant l'hypertrophie de la glande œsophagienne (og).
ct - cténidie,
si - sinus sanguin,
pm - muscle du pied.
La barre d'échelle représente 1 cm.

Sa coquille est de couleur olive foncé. Elle a trois à quatre verticilles. Sa largeur varie de 4,21 à 45,7 mm. Le juvénile mesure environ 2 mm, alors que celle du corps de l'adulte est de 50 mm.
Il a des tentacules non papillaires.
Système digestif (en) : la radula possède une paire de cartilages. Le tube digestif est court et ne comporte qu'une seule boucle. Le rectum ne pénètre pas dans le cœur. La radula représente 1,4% du volume corporel chez les juvéniles et ses cartilages 2,6% de leur volume corporel.
Son système respiratoire (en) est constitué d'une seule cténidie bipectinée gauche (branchies).
Son système circulatoire (en) est hypertrophié : le cœur est fortement hypertrophié. Chez les juvéniles, de 2 mm de longueur totale, le ventricule fait de 0,42 mm. Il atteint 6 mm chez les adultes. Il y a une seule oreillette gauche. Gigantopelta chessoia présente des bactéries symbiotiques dans sa glande œsophagienne (en) hypertrophiée. Son corps présente un faible rapport isotopique de carbone δ13C. Cela indique que la fixation du carbone de cette espèce peut se produire grâce au cycle de Calvin-Benson-Bassham chez des gammaprotéobactéries endosymbiotiques. La présence de bactéries endosymbiotes dans la glande œsophagienne a été confirmée en 2017 par microscopie électronique à transmission.
Cette glande œsophagienne (en) est fusionnée et agrandie pour remplir tout le côté ventral de la cavité du manteau. Elle occupe 0,6% du volume de la masse viscérale chez les juvéniles, mais augmente allométriquement jusqu'à 9% du volume viscéral chez les adultes. Les sinus sanguins sont grands, mais peu nombreux et fixes.
Son système nerveux (en) a des ganglions.
Gigantopelta chessoia possède des statocystes avec statolithe.
Son système reproductif (en) présente des gonades pleinement développées chez les juvéniles à partir de 2,0 mm.

## Écologie

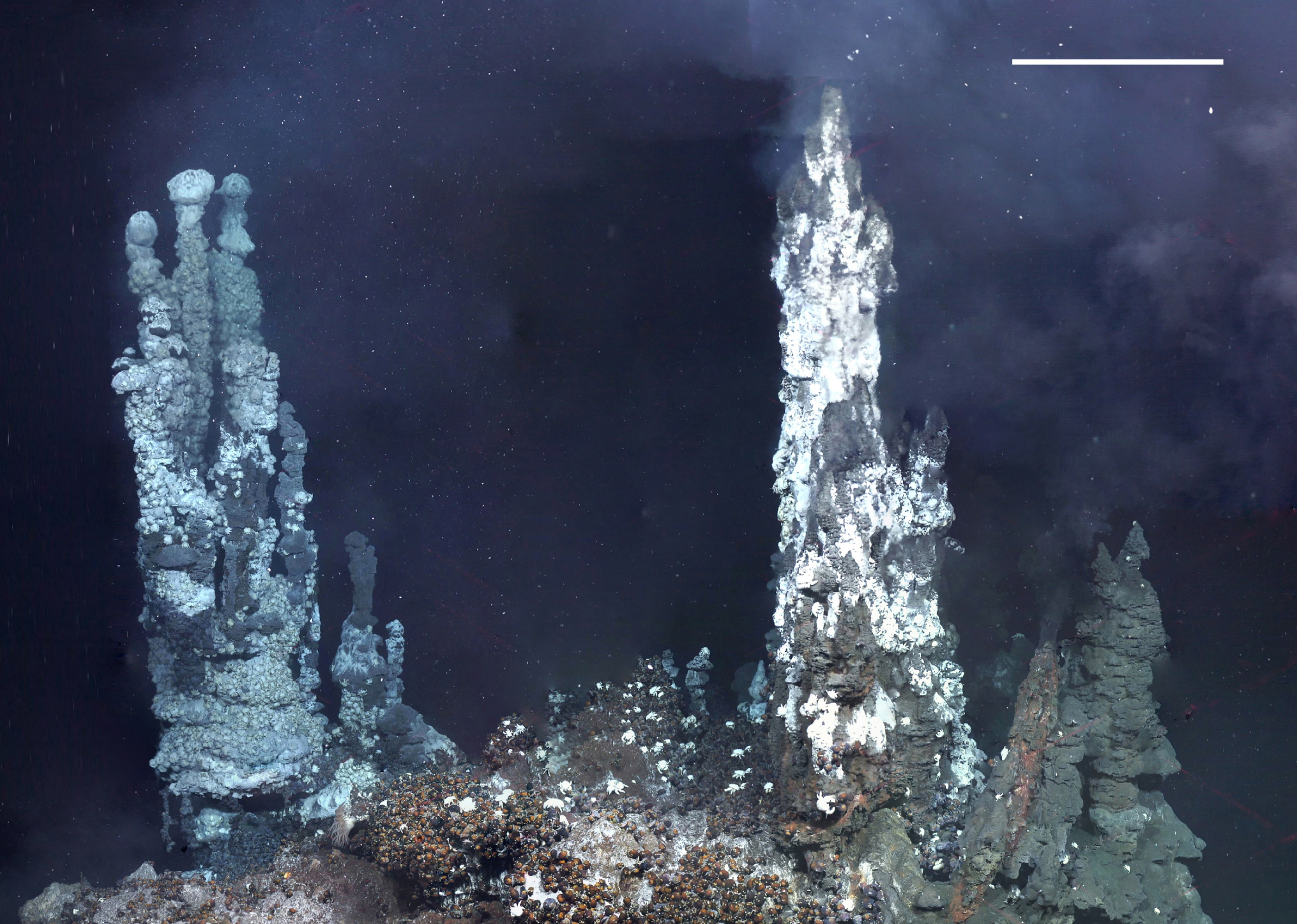
Cette zone située entre les cheminées hydrothermales du site E9 à une profondeur de 2398 m est occupée par Gigantopelta chessoia et des crabes yétis Kiwa tyleri (blancs). La barre d'échelle représente 1 m.

Ce gastéropode se trouve généralement en agrégats denses, jusqu'à 1 000 individus par m2 environ.
De petites patelles, Lepetodrilus sp. East Scotia Ridge (en), se trouvent parfois sur les coquilles de Gigantopelta chessoia. L'espèce peut aussi être associée à des anémones de mer de la famille des Actinostolidae, des crustacés du genre Kiwa (crabes yétis) et des arthropodes pycnogonidés proches de Sericosura. 
Gigantopelta chessoia pourrait être mixotrophe dans sa vie juvénile et passer à la symbiotrophie obligatoire à l'âge adulte.
Gigantopelta chessoia est gonochoristique (les mâles et les femelles sont distincts.

## Publication originale
- (en) Chong Chen, Katrin Linse, Christopher N. Roterman, Jonathan T. Copley et Alex D. Rogers, « A new genus of large hydrothermal vent-endemic gastropod (Neomphalina: Peltospiridae) », Zoological Journal of the Linnean Society, Linnean Society of London et OUP, vol. 175, no 2,‎ 23 septembre 2015, p. 319-335 (ISSN 1096-3642 et 0024-4082, OCLC 01799617, DOI 10.1111/ZOJ.12279, lire en ligne).